# Bathycrinus pacificus
Bathycrinus pacificus is een haarster uit de familie Bathycrinidae.
De wetenschappelijke naam van de soort werd in 1907 gepubliceerd door Austin Hobart Clark.